# 月永雄太
月永 雄太（つきなが ゆうた、1976年 - ）は、日本の撮影監督、カメラマンである。

## 来歴
1999年、日本大学芸術学部映画学科卒業。大学では撮影コースに在籍しながらも、監督志望であった。そのため、卒業制作の際は撮影依頼をあまり受けず、自分でドキュメンタリー作品を制作した。映画監督の冨永昌敬とは映画学科の同期であり、卒業後は自主、商業に関わらずタッグを組んでいる。撮影助手の経験をほとんど積むこと無く、商業映画のカメラマンになっている。
2011年、撮影を手がけた青山真治監督『東京公園』と真利子哲也監督『NINIFUNI』の2作品が第64回ロカルノ国際映画祭にて上映された。
2018年、沖田修一監督作『モリのいる場所』で第73回毎日映画コンクール撮影賞を受賞する。
2020年、3大国際映画祭（カンヌ国際映画祭・ヴェネツィア国際映画祭・ベルリン国際映画祭）に次ぐ水準の知名度を持つ、第68回サン・セバスティアン国際映画祭オフィシャルコンペティション部門にて、佐藤快磨監督作『泣く子はいねぇが』で最優秀撮影賞を受賞。

## フィルモグラフィー
- 亀虫（2003年）- 撮影・照明
- パビリオン山椒魚（2006年）- 撮影
- コンナオトナノオンナノコ（2007年）- 撮影
- さくらな人たち（2009年）- 撮影
- ランニング・オン・エンプティ（2010年）- 撮影
- 乱暴と待機（2010年）- 撮影
- 嘘つきみーくんと壊れたまーちゃん（2011年）- 撮影
- アトムの足音が聞こえる（2011年）- 撮影
- 東京公園（2011年）- 撮影
- NINIFUNI（2011年）- 撮影
- 明日泣く（2011年）- 撮影
- キツツキと雨（2012年）- 撮影
- 恋に至る病（2012年）- 撮影
- その夜の侍（2012年）- 撮影
- ジョーカーゲーム（2012年） - 撮影
- バイロケーション（2014年） - 撮影
- 劇場版 零 ゼロ（2014年） - 撮影
- ぶどうのなみだ（2014年） - 撮影
- ジヌよさらば〜かむろば村へ〜（2015年） - 撮影
- きみはいい子（2015年） - 撮影
- 先生と迷い猫（2015年） - 撮影
- 父の結婚（2016年） - 撮影
- 葛城事件（2016年） - 撮影
- TSUKIJI WONDERLAND（築地ワンダーランド）（2016年） - 撮影
- 少女（2016年） - 撮影
- 氷菓（2017年） - 撮影
- 南瓜とマヨネーズ（2017年） - 撮影
- 素敵なダイナマイトスキャンダル（2018年） - 撮影
- モリのいる場所（2018年） - 撮影
- スマホを落としただけなのに（2018年） - 撮影
- 殺人鬼を飼う女（2019年） - 撮影
- 長いお別れ（2019年） - 撮影
- アイネクライネナハトムジーク（2019年） - 撮影
- 三島由紀夫vs東大全共闘 50年目の真実（2020年） - 撮影
- 朝が来る（2020年） - 撮影
- 十二単を着た悪魔（2020年） - 撮影
- 泣く子はいねぇが（2020年） - 撮影
- おもいで写眞（2021年） - 撮影
- 彼女の好きなものは（2021年） - 撮影
- 明け方の若者たち（2021年） - 撮影
- 決戦は日曜日（2022年） - 撮影
- ある夜、彼女は明け方を想う（2022年）
- ケイコ 目を澄ませて（2022年） - 撮影
- #マンホール（2023年） - 撮影
- 夜明けのすべて（2024年） - 撮影
- スリーピング・スワン（2025年公開予定） - 撮影
- 夏の砂の上（2025年7月4日公開予定） - 撮影

## 受賞
- 第73回毎日映画コンクール撮影賞（『モリのいる場所』）
- 第68回サン・セバスティアン国際映画祭最優秀撮影賞（『泣く子はいねぇが』）
- 第44回日本アカデミー賞 優秀撮影賞（『朝が来る』、河瀬直美、榊原直記と共同）[7]
- 第77回毎日映画コンクール撮影賞（『ケイコ 目を澄ませて』）[8]
- 第45回ヨコハマ映画祭 撮影賞（『ケイコ 目を澄ませて』）[9]